# مدار ۷۴ درجه جنوبی
مدار ۷۴ درجه جنوبی، دایره‌ای از عرض جغرافیایی است که در ۷۴ درجهٔ جنوبی خط استوا  قرار دارد.

## گذر از مناطق
از نصف‌النهار مبدأ شروع می‌شود و به سمت مشرق ۷۴ درجه جنوبی از موارد زیر گذر می‌کند:
| مختصات‌ها                                             | کشور، قلمرو یا دریا | توضیحات |
| ---------------------------------------------------- | ------------------- | --- |
| ۷۴°۰′ جنوبی ۰°۰′ شرقی / ۷۴٫۰۰۰°جنوبی ۰٫۰۰۰°شرقی      | جنوبگان             | سرزمین شهبانو ماود, claimed by نروژ · قلمرو جنوبگان استرالیا, claimed by استرالیا · سرزمین ادلی, claimed by فرانسه · قلمرو جنوبگان استرالیا, claimed by استرالیا · Ross Dependency, claimed by نیوزیلند |
| ۷۴°۰′ جنوبی ۱۶۶°۲′ شرقی / ۷۴٫۰۰۰°جنوبی ۱۶۶٫۰۳۳°شرقی  | اقیانوس منجمد جنوبی | دریای راس |
| ۷۴°۰′ جنوبی ۱۲۷°۲۴′ غربی / ۷۴٫۰۰۰°جنوبی ۱۲۷٫۴۰۰°غربی | جنوبگان             | Unclaimed territory |
| ۷۴°۰′ جنوبی ۱۱۳°۳۴′ غربی / ۷۴٫۰۰۰°جنوبی ۱۱۳٫۵۶۷°غربی | اقیانوس منجمد جنوبی | دریای آموندسن |
| ۷۴°۰′ جنوبی ۱۰۹°۲۰′ غربی / ۷۴٫۰۰۰°جنوبی ۱۰۹٫۳۳۳°غربی | جنوبگان             | Unclaimed territory |
| ۷۴°۰′ جنوبی ۱۰۷°۴۹′ غربی / ۷۴٫۰۰۰°جنوبی ۱۰۷٫۸۱۷°غربی | اقیانوس منجمد جنوبی | دریای آموندسن |
| ۷۴°۰′ جنوبی ۱۰۲°۱۹′ غربی / ۷۴٫۰۰۰°جنوبی ۱۰۲٫۳۱۷°غربی | جنوبگان             | Unclaimed territory · Antártica Chilena, claimed by شیلی · Territory claimed by شیلی and بریتانیا (overlapping claims) · Territory claimed by آرژانتین, شیلی and بریتانیا (overlapping claims)          |
| ۷۴°۰′ جنوبی ۶۰°۵۰′ غربی / ۷۴٫۰۰۰°جنوبی ۶۰٫۸۳۳°غربی   | اقیانوس منجمد جنوبی | دریای ودل |
| ۷۴°۰′ جنوبی ۲۱°۱۳′ غربی / ۷۴٫۰۰۰°جنوبی ۲۱٫۲۱۷°غربی   | جنوبگان             | قلمرو بریتانیایی قطب جنوب, claimed by بریتانیا · سرزمین شهبانو ماود, claimed by نروژ |